# La Belle et la Bête (film, 1978)
Pour les articles homonymes, voir La Belle et la Bête#Adaptations.
Pour plus de détails, voir Fiche technique et Distribution.
La Belle et la Bête (Panna a netvor) est un film romantique horrifique tchécoslovaque, réalisé par Juraj Herz, sorti en 1978.
Le film est une version de La Belle et la Bête plus sombre et plus terrifiante que les autres adaptations cinématographiques.

## Synopsis
Un marchand veuf et ruiné vit avec ses trois filles. Julie (Zdena Studenková), la cadette demande de lui rapporter une rose. Sur le chemin du village, il s'endort sur son cheval en traversant une forêt enchantée. Il se réveille devant un château inquiétant, peuplé d'étranges créatures et cueille une rose blanche dans le parc où il rencontre un être sanguinaire (Vlastimil Harapes), mi-homme mi-faucon, qui le condamne à mort. Sa seule chance de survie serait qu'une de ses filles se sacrifie, qui devrait accepter de rester prisonnière de la Bête pour l’éternité. Mais le marchand refuse et accepte de mourir.
N’écoutant que son courage et sa compassion, Julie décide de sauver la vie de son père en se rendant au château où elle rencontre la Bête. Il veut la tuer, mais sa beauté l'en n'empêche. Bien qu'il lui soit interdit de le voir, elle commence à l'aimer et cet amour le sauve peu à peu de sa malédiction.

## Fiche technique
Sauf indication contraire, les informations mentionnées dans cette section peuvent être confirmées par la base de données cinématographiques IMDb,  présente dans la section « Liens externes ».
- Titre : La Belle et la Bête
- Titre original : Panna a netvor
- Réalisation : Juraj Herz
- Scénario : Juraj Herz, Ota Hofman, d'après le roman éponyme de Jeanne-Marie Leprince de Beaumont
- Direction artistique : Josef Pavlík, Vladislav Rada
- Décors : Vladimír Labský
- Costumes : Irena Greifová
- Maquillage : Jirina Bisingerová
- Son : Frantisek Cerný
- Photographie : Jirí Macháne
- Montage : Jaromír Janácek
- Musique : Petr Hapka
- Société de production : Filmové Studio Barrandov
- Société de distribution : Ustredni Pujcovna Filmu
- Pays d'origine :  Tchécoslovaquie
- Langue : Tchèque
- Format :  Couleurs - 2,35:1 - Mono - 35 mm
- Genre : Drame, fantastique, horreur, romance
- Durée : 83 minutes (1 h 23)
- Dates de sorties en salles : 
  -  France :  7 avril 2012
  -  Tchécoslovaquie :  1er mars 1978

## Distribution
- Zdena Studenková : Julie / la Belle
- Vlastimil Harapes : Netvor / la Bête
- Václav Voska : le père
- Jana Brejchová : Gábinka
- Zuzana Kocúriková : Málinka

## Distinctions
| Date                  | Distinction                                 | Catégorie                | Nom        | Résultat   |
| --------------------- | ------------------------------------------- | ------------------------ | ---------- | ---------- |
| 6 au 13 octobre 1979  | Festival international du film de Catalogne | Meilleur réalisateur     | Juraj Herz | Nomination |
| 12 au 21 février 1982 | Fantasporto                                 | Mention spéciale du jury | Juraj Herz | Lauréat    |
| 12 au 21 février 1982 | Fantasporto                                 | Meilleur film            | Juraj Herz | Nomination |